# À contre-courant
Pour l’article homonyme, voir À contre-courant (film, 2019).
Pour plus de détails, voir Fiche technique et Distribution.
À contre-courant (The Last Marshal) est un film américain de Mike Kirton sorti directement en vidéo en 1999.

## Fiche technique
- Titre original : The Last Marshal
- Titre français : À contre-courant
- Réalisation : Mike Kirton
- Scénario : Mike Kirton, Scott Wiper
- Photographie : Michel Bonvillain
- Montage : James E. Tooley
- Musique : James E. Tooley
- Production : 	Vincent Newman, Joey Nittolo, Tucker Tooley
- Sociétés de production : Filmtown Entertainment, Jindo Entertainment, Newman/Tooley Films
- Sociétés de distribution : Big Picture Entertainment Group
- Pays de production :  États-Unis
- Langue : Anglais
- Format :
- Durée : 86 minutes
- Dates de sortie : 
  - États-Unis/Russie : 9 septembre 1999
  - France : ?

## Distribution
- Scott Glenn : Cole
- Constance Marie : Rosa
- Randall Batinkoff : Jamie
- Vincent Castellanos : Torres
- Lisa Boyle : Sunny
- John Ortiz : Enrico
- Raymond Cruz : T-Boy
- William Forsythe : DeClerc
- Carlos Leon : Diego
- Wayne Duvall : Vanmeter
- Chris Ellis : O'Brien
- Ken Jenkins : le juge Wooley
- Morgan H. Margolis : Pitts